# せんみつのJOYJOYスタジオ
『せんみつのJOYJOYスタジオ』（せんみつのジョイジョイスタジオ）は、1975年10月5日から1976年10月3日までNETテレビ（現・テレビ朝日）で放送されていた音楽バラエティ番組である。放送時間は毎週日曜 13:45 - 15:00 （日本標準時）。

## 概要
NETテレビでは初のせんだみつお司会番組で、毎回スタジオに300人ほどの観客を招いて行われていた。
番組の終了後も、せんだは引き続き『歌謡ハラハラサンデー』→『歌謡とんでる'78』の司会を務めていた。

## 主なコーナー
- スター占い
  - 霊能者の王麗華がゲスト歌手を占うコーナー。
- カメラに挑戦!
  - せんだ若しくはレギュラー・準レギュラーがテレビカメラを使ってゲスト歌手が歌うシーンの撮影に挑むコーナー。歌唱中は画面左側に出演者がカメラ撮影している姿が、右側には「カメラに挑戦! 今週は〇〇（出演者名）」のテロップと共に歌手が歌うシーンが映し出された。

## スタッフ
- 構成：奥山侊伸、田村隆、岩城未知男、永井準
- 音楽：日原たけし
- 振付：チャチャ遠藤
- 美術：菅野義正、佐藤由基男
- TD：斉藤弘一
- カラー調整：杉本義忠
- カメラ：大窪光俊
- 音声：萩原福雄
- 照明：天谷英夫
- 効果：金城盛勝
- ディレクター：村居義弘
- プロデューサー：皇達也
- 制作著作：NET（日本教育テレビ）